# Stadio Nueva Chicago
Lo stadio Nueva Chicago (in spagnolo Estadio Nueva Chicago), conosciuto più comunemente come stadio República de Mataderos (in spagnolo Estadio República de Mataderos), è uno stadio di Buenos Aires, Argentina, sede delle gare interne del Nueva Chicago. Ha una capienza di 25 000 spettatori.

## Storia
Lo stadio Nueva Chicago, posto nel barrio di Mataderos, nella periferia sud-ovest di Buenos Aires venne costruito nel 1940 e il 27 ottobre dello stesso anno fu aperto al pubblico durante con la partita di Tercera Division tra i neroverdi locali e il Club Social y Sportivo Buenos Aires. Nel 1993 si inaugurò il settore "popolari", conosciuto come Republica de Mataderos, mentre cinque anni dopo la vecchia curva in legno "Aurelio Ruiz - Juan Callero y Persi" venne demolita e ricostruita in cemento. Successivamente la tribuna venne ampliata per una capienza totale di 3,500 posti e infine la curva ospiti venne ingrandita fino ad ospitare 9,000 spettatori.

## Dati tecnici
Capacità e suddivisioni dei posti dichiarati:
- Tribuna: 1,500 posti a sedere;
- Tribuna "Chicago 2000": 920 posti a sedere;
- Tribuna popolari "Republica de Mataderos": 9,000 posti;
- Curva "Aurelio Ruiz - Juan Callero y Persi" o "Los Perales": 4,000 posti a sedere;
- Curva ospiti "Mercado de Hacienda": 8,000 posti.